# Leopold Rudolf
Leopold Rudolf (* 3. Mai 1911 in Wien; † 4. Juni 1978 ebenda) war ein österreichischer Schauspieler.

## Leben und Wirken

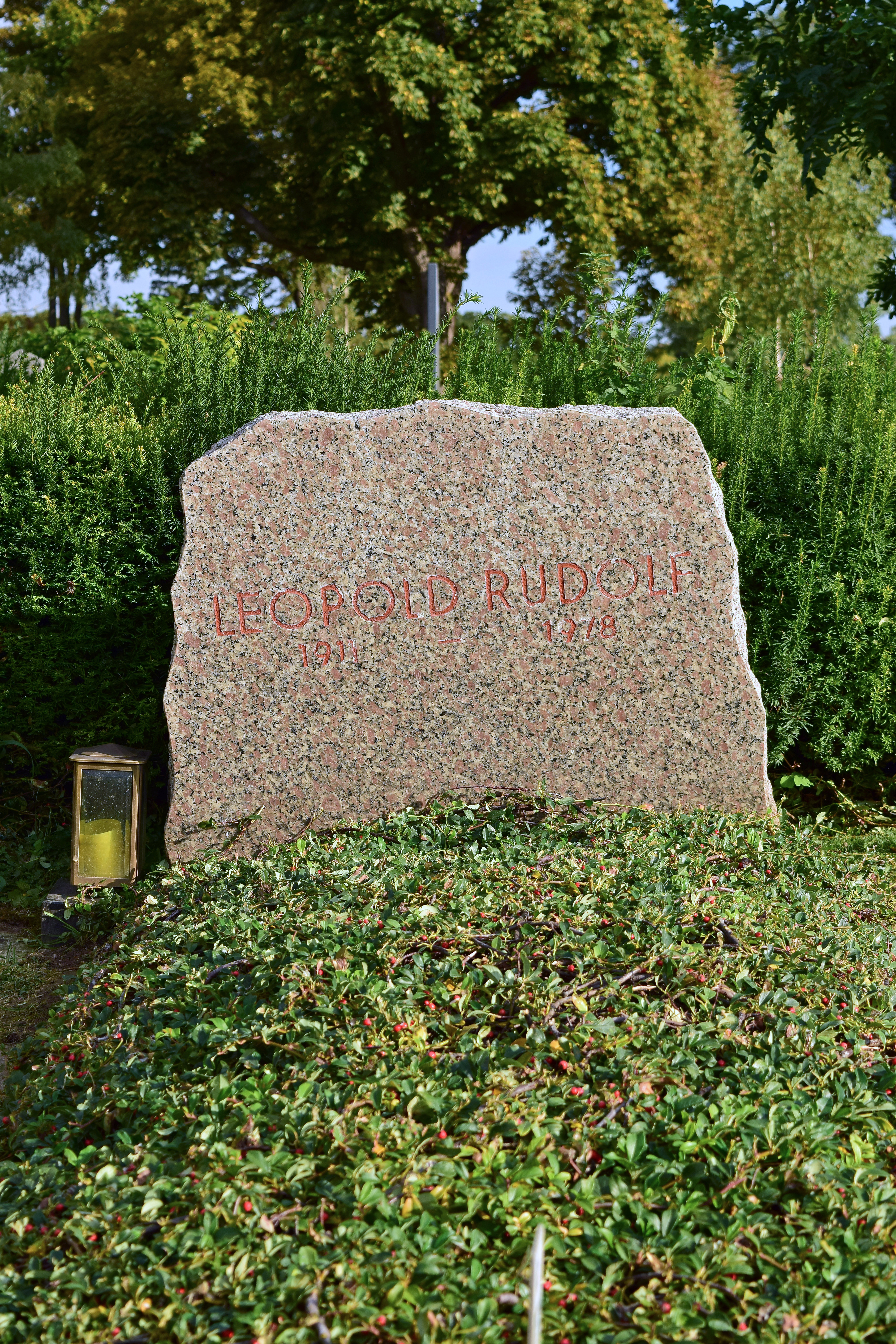
Ehrengrab auf dem Wiener Zentralfriedhof

Nach seiner schauspielerischen Ausbildung bei Rudolf Beer in Wien gab er 1937 sein Debüt am Salzburger Landestheater in Gerhart Hauptmanns Der weiße Heiland. Nach Engagements in Fürth und Nürnberg kam er 1945 durch Rudolf Steinboeck an das Theater in der Josefstadt in Wien, wo er bis 1978 zum Ensemble gehörte. Gastspiele führten ihn an das Theater am Kurfürstendamm (1955), an das Thalia Theater in Hamburg (1966), an das Bayerische Staatsschauspiel in München (1972) und zu den Salzburger Festspielen (1975). Der Charakterschauspieler Rudolf war Spezialist für zerrissene Persönlichkeiten und verkörperte in diesem Sinne unter anderem 1954 und 1964 die Hauptfigur in Hugo von Hofmannsthals Der Schwierige.
In der Wiener Staatsoper gestaltete er die Sprechrolle des Bassa Selim in der Oper Die Entführung aus dem Serail von Wolfgang Amadeus Mozart. Neuinszenierung am 4. Oktober 1965 mit dem Dirigenten Josef Krips, Konstanze Mimi Coertse und Belmonte Fritz Wunderlich.
Beim Film war Leopold Rudolf relativ selten zu erleben. Seine enorme Wandlungsfähigkeit stellte er in so unterschiedlichen Rollen wie als „Dorftrottel“ Vitus in Cordula (1950) oder als alter Baron Trotta in der zweiteiligen Fernsehverfilmung von Joseph Roths Roman Radetzkymarsch unter Beweis. Er war mit der Schauspielerin Marion Degler verheiratet.
1955 wurde Rudolf mit dem Deutschen Kritikerpreis ausgezeichnet.
Am 10. Mai 1978, nur drei Wochen vor seinem Ableben, stand Leopold Rudolf als Vater in Luigi Pirandellos Sechs Personen suchen einen Autor zum letzten Mal auf der Bühne der Josefstadt, am 4. Juni erlag er in einem Wiener Krankenhaus einem schweren Leiden.
Er erhielt ein ehrenhalber gewidmetes Grab auf dem Wiener Zentralfriedhof (Gruppe 40, Nummer 57).

## Filmografie
- 1948: Der Prozeß
- 1948: Das andere Leben
- 1948: Zyankali
- 1948: Nach dem Sturm
- 1949: Lambert fühlt sich bedroht
- 1950: Schuß durchs Fenster
- 1950: Das vierte Gebot
- 1950: Cordula
- 1950: Erzherzog Johanns große Liebe
- 1951: Der Teufel führt Regie
- 1951: Wien tanzt
- 1951: Maria Theresia
- 1951: Zwei in einem Auto
- 1951: Der Rabe
- 1952: 1. April 2000
- 1953: Tingeltangel (Praterherzen)
- 1953: Der Bauernrebell
- 1953: Die Todesarena
- 1954: Die Hexe
- 1955: Reich mir die Hand, mein Leben
- 1960: Der brave Soldat Schwejk
- 1962: Deutschland – deine Sternchen
- 1962: Professor Bernhardi (TV)
- 1963: Der Tod des Handlungsreisenden (TV)
- 1963: Biedermann und die Brandstifter (TV)
- 1965: Radetzkymarsch (TV, 2 Teile)
- 1968: Ich spreng’ Euch alle in die Luft – Inspektor Blomfields Fall Nr. 1
- 1969: Liebelei (Aufz. aus dem Theater in der Josefstadt, Wien)
- 1972: Spiel der Herzen (TV)
- 1972: Der Hutmacher (TV)
- 1973: Tatort: Frauenmord
- 1973: Der Kommissar – Das Komplott